# Râul Buscat
Râul Buscat este un curs de apă, afluent al râului Telcișor. 